# Sherman Minton
Sherman Minton, född 20 oktober 1890 i Georgetown, Indiana, död 9 april 1965 i New Albany, Indiana, var en amerikansk demokratisk politiker och jurist. Han var ledamot av USA:s senat 1935-1941 och domare vid USA:s högsta domstol 1949-1956.
Minton avlade 1915 juristexamen vid Indiana University. Han studerade sedan vidare vid Yale University. Han deltog i första världskriget och befordrades till kapten. Han flyttade 1925 till Miami men återvände tre år senare till Indiana.
Minton besegrade sittande senatorn Arthur Raymond Robinson i senatsvalet 1934. Han var demokratisk whip i senaten 1939-1941. Under sin tid i senaten blev han god vän med Harry S. Truman. Minton kandiderade 1940 till omval men förlorade mot republikanen Raymond E. Willis. Efter valförlusten blev han utnämnd till en federal appellationsdomstol.
USA:s president Truman utnämnde Minton 1949 till högsta domstolen efter att Wiley Blount Rutledge hade avlidit i ämbetet. Minton avgick 1956 på grund av dålig hälsa och efterträddes av William J. Brennan.
Mintons grav finns på Holy Trinity Cemetery i New Albany, Indiana.